# Alberto I di Sassonia
Alberto I di Sassonia (1175 – 7 ottobre 1260) è stato duca di Sassonia dal 1212 alla morte.

## Biografia
Membro della casata degli Ascanidi, Alberto era figlio del duca Bernardo III di Sassonia e di Brigitta di Danimarca, figlia del re Canuto V di Danimarca. Alberto supportò Ottone IV di Brunswick nella sua guerra contro gli Hohenstaufen. Riconciliatosi con l'imperatore Federico II, poco prima che morisse vi fu in progetto un'unione matrimoniale tra questo ed una figlia di Alberto.
Dopo la morte di Alberto nell'abbazia di Lehnin dove si era ritirato in riflessione, i suoi figli Giovanni I e Alberto II dapprima governarono insieme la Sassonia, successivamente la divisero nei due rami di Sassonia-Lauenburg e Sassonia-Wittenberg che ressero separatamente.

## Matrimonio e figli
Nel 1222, Alberto sposò Agnese d'Austria (*1206-prima del 29 agosto 1226*) figlia del duca Leopoldo VI d'Austria, della stirpe dei Babenberg, e di Teodora Angelina, della stirpe degli Angeli. Essi ebbero:
- Bernardo († dopo il 1238)
- Giuditta di Sassonia ∞ (1) che sposò, il 17 novembre 1239, re Eric IV di Danimarca (*1216-1250*) ∞ (2) che si risposò con Burcardo VIII di Querfurt-Rosenburg, burgravio di Magdeburgo (1273-1313);
- Anna Maria (nata il 7 gennaio 1252) ∞ che sposò il duca Barnim I di Pomerania;
- Brigitta (Brigitta Giuditta) (nata il 4 aprile 1266), fidanzata di Ottone di Brunswick e Lunenburg ∞ che sposò però, prima del 1255, il margravio Giovanni I di Brandeburgo (fondatore della linea Johannean Brandenburg-Stendal);
- Matilde (Mechthild) († 28 luglio 1266) ∞ che sposò, nel 1241 circa, il conte Giovanni I di Schauenburg e Holstein-Kiel.

Nel 1238, Alberto sposò Agnese di Turingia (*1205-1246*), figlia del langravio Ermanno I di Turingia, della stirpe dei Ludovingi, e di Sofia di Baviera, della stirpe dei Wittelsbach. Essi ebbero:
- Agnese ∞ che sposò duca Enrico di Slesia-Breslau;
- Giuditta ∞ (1) che sposò, nel 1255, Giovanni I, margravio di Brandeburgo ∞ (2) si risposò in seconde nozze con Burcardo VIII di Rosenburg, burgravio di Magdeburgo;
- Margherita († 1265) ∞ che sposò, nel 1264, il conte Elmondo III di Schwerin.

Nel 1247 Alberto sposò Elena di Brunswick-Lüneburg (*1231-6 settembre 1273*), figlia del duca Ottone il Bambino, della stirpe Welfen, e di Matilda del Brandeburgo, della stipe degli Ascanidi. Essi ebbero:
- Elena (*1247-12 giugno 1309*) ∞ (1) che sposò, nel 1266, il duca Enrico III il Bianco di Slesia-Breslavia ∞ (2) che si risposò, nel 1275, con il burgravio Federico III di Norimberga;
- Elisabetta (d. prima del 2 febbraio 1306) ∞ (1) che sposò, nel 1250, il conte Giovanni I di Schauenburg e Holstein-Kiel ∞ (2) si risposò, nel 1265, il conte Corrado I di Brehna;
- Giovanni I (* dopo il 1248-30 luglio 1285*, a Wittenberg sull'Elba), co-reggente duca di Sassonia con il fratello minore Alberto II, si dimise nel 1282 ∞ che sposò, nel 125,7 Ingeborg Birgersdotter di Småland (*1247/o ca. 1253-1302*), figlia o nipote di Birger Jarl;
- Alberto (Albrecht) II (*1250-25 agosto 1298*), co-reggente duca di Sassonia con il fratello maggiore Giovanni II (fino al 1282), poi con i figli di quest'ultimo (fino al 1296), poi come unico duca del ramo divisorio ducato di Sassonia-Wittenberg, ∞ che sposò, nel 1273, Agnese (*c. 1257-11 ottobre 1322*, a Wittenberg), figlia del re Rodolfo I di Germania, della stirpe d'Asburgo;
- Rodolfo († dopo il 1269) ∞ che sposò Anna, figlia del conte palatino Luigi di Baviera.

## Ascendenza
|                          |                      |                              | Genitori                |  |  | Nonni |  |  | Bisnonni              |  |  | Trisnonni                   |  |
|                          |                      |                              |                         |  |  |       |  |  | Ottone di Ballenstedt |  |  | Adalberto II di Ballenstedt |  |
|                          |                      |                              |                         |  |  |       |  |  | Ottone di Ballenstedt |  |  | Adalberto II di Ballenstedt |  |
|                          |                      | Adelaide di Weimar-Orlamünde |                         |  |  |       |  |  | Ottone di Ballenstedt |  |  |                             |  |
| Alberto I di Brandeburgo |                      |                              |                         |  |  |       |  |  | Ottone di Ballenstedt |  |  |                             |  |
|                          |                      | Eilika di Sassonia           | Magnus di Sassonia      |  |  |       |  |  |                       |  |  |                             |  |
|                          |                      | Eilika di Sassonia           | Magnus di Sassonia      |  |  |       |  |  |                       |  |  |                             |  |
|                          |                      | Eilika di Sassonia           | Sofia d'Ungheria        |  |  |       |  |  |                       |  |  |                             |  |
| Bernardo III di Sassonia |                      | Eilika di Sassonia           |                         |  |  |       |  |  |                       |  |  |                             |  |
|                          |                      | …                            | …                       |  |  |       |  |  |                       |  |  |                             |  |
|                          |                      | …                            | …                       |  |  |       |  |  |                       |  |  |                             |  |
|                          |                      | …                            | …                       |  |  |       |  |  |                       |  |  |                             |  |
| Sofia di Winzenburg      |                      | …                            |                         |  |  |       |  |  |                       |  |  |                             |  |
|                          |                      | …                            | …                       |  |  |       |  |  |                       |  |  |                             |  |
|                          |                      | …                            | …                       |  |  |       |  |  |                       |  |  |                             |  |
|                          |                      | …                            | …                       |  |  |       |  |  |                       |  |  |                             |  |
| Alberto I di Sassonia    |                      | …                            |                         |  |  |       |  |  |                       |  |  |                             |  |
|                          | Magnus I di Götaland | Niels di Danimarca           |                         |  |  |       |  |  |                       |  |  |                             |  |
|                          | Magnus I di Götaland | Niels di Danimarca           |                         |  |  |       |  |  |                       |  |  |                             |  |
|                          | Magnus I di Götaland | Margareta Fredkulla          |                         |  |  |       |  |  |                       |  |  |                             |  |
| Canuto V di Danimarca    | Magnus I di Götaland |                              |                         |  |  |       |  |  |                       |  |  |                             |  |
|                          |                      | Risikka di Polonia           | Boleslao III di Polonia |  |  |       |  |  |                       |  |  |                             |  |
|                          |                      | Risikka di Polonia           | Boleslao III di Polonia |  |  |       |  |  |                       |  |  |                             |  |
|                          |                      | Risikka di Polonia           | Salomea di Berg         |  |  |       |  |  |                       |  |  |                             |  |
| Brigitta di Danimarca    |                      | Risikka di Polonia           |                         |  |  |       |  |  |                       |  |  |                             |  |
|                          |                      | Sverker I di Svezia          | …                       |  |  |       |  |  |                       |  |  |                             |  |
|                          |                      | Sverker I di Svezia          | …                       |  |  |       |  |  |                       |  |  |                             |  |
|                          |                      | Sverker I di Svezia          | …                       |  |  |       |  |  |                       |  |  |                             |  |
| Elena di Svezia          |                      | Sverker I di Svezia          |                         |  |  |       |  |  |                       |  |  |                             |  |
|                          |                      | …                            | …                       |  |  |       |  |  |                       |  |  |                             |  |
|                          |                      | …                            | …                       |  |  |       |  |  |                       |  |  |                             |  |
|                          |                      | …                            | …                       |  |  |       |  |  |                       |  |  |                             |  |
|                          |                      | …                            |                         |  |  |       |  |  |                       |  |  |                             |  |